# Chiesa del Cimitero della Vergine
La chiesa del Cimitero della Vergine è un edificio sacro situato in via Bonellina, in zona La Vergine nel comune di Pistoia.

## Storia
La costruzione di un nuovo cimitero nella periferia meridionale di Pistoia risale alla metà dell'Ottocento e nasce da pressanti esigenze igieniche. Risulta infatti necessario individuare un nuovo spazio da destinare alla sepoltura delle salme della parrocchia della Vergine, fino ad allora inumate all'interno della chiesa. I lavori, terminati nel 1855, proseguono negli anni sessanta con la costruzione dei loggiati, fino al secondo decennio del Novecento quando viene intrapreso l'ampliamento della zona cimiteriale.
Una cappella con pianta a T sorge da tempo al centro del lato est del primo chiostro, ma nel 1959 il comitato parrocchiale del camposanto commissiona a Giovanni Michelucci la costruzione di una nuova cappella, più ampia, ubicata nella stessa posizione. Dell'antico edificio restano al termine dei lavori solo alcuni setti murari e i monumenti ottocenteschi.
Il progetto è presentato da Michelucci alla Commissione edilizia comunale nel luglio 1959 e al settembre dello stesso anno datano i disegni esecutivi con importanti modifiche riguardanti in particolare la struttura dei ballatoi interni. La doppia fila di sostegni decorativi previsti nel primo progetto viene sostituita da una sequenza di pilastri in cemento armato a V di doppia altezza. I lavori, diretti dall'ingegner Gianfranco Biagini, sono terminati all'inizio del 1961.

## Descrizione

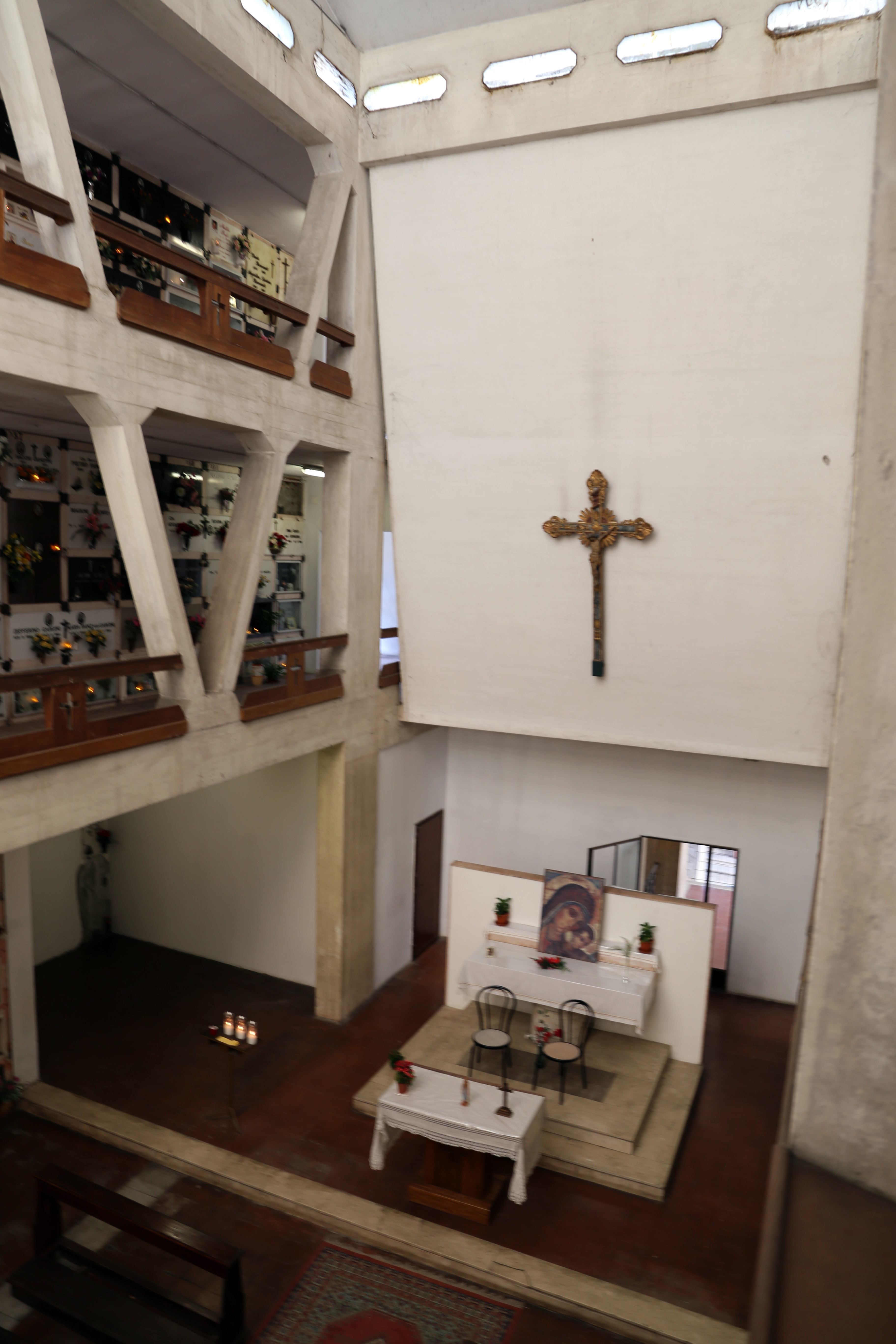
Interno

La chiesa, situata al termine del viale centrale d'accesso, è stretta tra i porticati del chiostro quadrato, alle spalle della zona di nuovo ampliamento.

### Esterno
Due scalinate in cemento si dipartono dallo stretto spiazzo antistante alla chiesa e si raccordano ai porticati superiori.
Particolarmente critico l'attacco tra la zona absidale della chiesa e il chiostro retrostante: al prospetto posteriore è addossata una struttura in cemento armato, porticata, che si affianca direttamente alle cappelle funebri del primo Novecento dove è ubicato un ulteriore sistema di distribuzione verticale con ascensore
La chiesa, di pianta sostanzialmente rettangolare, è caratterizzata da una notevole articolazione spaziale che raccorda gli antichi percorsi del chiostro con il nuovo edificio. L'arretramento della facciata vetrata rispetto al basamento rivestito in pietra consentì infatti a Michelucci la costruzione di un passaggio sopraelevato, direttamente comunicante con il loggiato superiore del chiostro, sormontato da un altro percorso aereo. La composizione del prospetto principale mostra per altro un particolare gusto decorativo, riflesso nella lavorazione a ricorsi orizzontali della pietra rustica del basamento, nel disegno delle strette finestre vetrate, nella superficie liscia del rivestimento lapideo della zona superiore e nell'alternanza di conci bianchi e rosa.

### Interno
Al lineare decorativismo della facciata si contrappone l'estrema essenzialità dei prospetti laterali e dell'interno che nella sagoma della copertura e nel diaframma inclinato che sovrasta il presbiterio ricordano la chiesa di Collina. Gli spazi irregolari ricavati lungo le pareti laterali dimostrano la difficile integrazione nel nuovo edificio delle murature preesistenti. Sopra di essi si dispongono i due ballatoi sostenuti da pilastri a V dove trovano spazio altri loculi.
La ricerca di uno stretto collegamento tra chiesa e cimitero già osservata all'esterno si riflette anche internamente e si inserisce nella visione michelucciana dell'architettura come percorso. La luce filtra dalla grande vetrata in facciata che ripropone un tema previsto in un primo tempo anche per la vicina chiesa delle Sante Maria e Tecla.

## Fortuna critica
La chiesa non gode della dovuta attenzione e, mentre versa in un profondo stato di abbandono, anche nella vasta bibliografia sull'architetto pistoiese essa è presente, a eccezione delle brevi note di Lugli (1966), solo a partire dalla seconda metà degli anni ottanta, negli scritti di Belluzzi, Conforti (1986) e  Marco Dezzi Bardeschi (Parigi Firenze 1988). Le trasformazioni urbanistiche della zona a cavallo tra gli ultimi due secoli sono invece ampiamente illustrate da Beneforti (1979).